# Gensac (Gironda)
 Gensac  es una población y comuna francesa, situada en la región de Aquitania, departamento de Gironda, en el distrito de Libourne y cantón de Pujols.

## Demografía
| 883 | 842 | 848 | 810 | 752 | 800 |
| Para los censos de 1962 a 1999 la población legal corresponde a la población sin duplicidades (Fuente: INSEE [Consultar]) |     |     |     |     |     |